# سكيب باربر
سكيب باربر (بالإنجليزية: Skip Barber)‏ هو سائق فورمولا 1 أمريكي، ولد في 16 نوفمبر 1936 في فيلادلفيا في الولايات المتحدة.